# Gandash
Gandash est un roi kassite dont les dates de règne sont inconnues. Il est selon une liste royale babylonienne le fondateur de la dynastie kassite qui devait régner après lui sur Babylone. Il aurait été contemporain de Samsu-iluna (1749-1712 av. J-C).